# Jan Stenvinkel
Jan Olof Stenvinkel, född 12 maj 1933 i Stockholm, död 24 augusti 1989 i Stockholm, var en svensk tecknare, grafiker och målare. 
Han var son till fysikern och skolledaren, docent Gösta Stenvinkel, som tillhörde Långarydssläkten, och Elsa Sköld. Stenvinkel studerade för Endre Nemes och Torsten Renqvist vid Konsthögskolan Valand i Göteborg 1954–1957 och gjorde därefter studieresor till Spanien och Frankrike. Han tilldelades Göteborg stads kulturstipendium 1964 och Svenska statens större arbetsstipendium 1966–1967. Separat ställde han bland annat ut på Lilla ateljén i Stockholm, Galleri 54 i Göteborg samt i Strängnäs och på Gummesons konsthall i Stockholm. Tillsammans med Lars-Erik Ström och Leif Knudsen genomförde han utställningen Poetisk abstraktion som visades på ett flertal platser i Sverige och tillsammans med Ivan Rodell och Olle Ängkvist ställde han ut på Galleri Observatorium i Stockholm. Han medverkade i Liljevalchs Stockholmssalonger, Grupp västs utställning på Sveagalleriet och i ett flertal grupputställningar på Galleri 54 i Göteborg samt internationella utställningar i Paris och New York. Hans konst består av landskapsskildringar ofta från ett fågelperspektiv i olja, akvarell eller gouache. Som tecknare och grafiker illustrerade han bland annat Lennart Bloms diktsamling Ekotempel och Barbro Hörbergs Så kan du låta samt medverkade i Valands litografiportföljer 1956 och 1957. Som layoutformgivare utförde han bland annat skivomslag. 
Stenvinkel finns representerad vid Moderna museet  i Stockholm, Hallands konstmuseum, Länsmuseet Gävleborg, Göteborgs konstmuseum, Eskilstuna konstmuseum och Örebro läns landsting.
Jan Stenvinkel var gift tre gånger, första gången 1959–1962 med skådespelaren Gurie Nordwall (född 1933) och fick dottern Maria Stenvinkel (1959–2001). Andra gången var han gift från 1965 med sångerskan Barbro Hörberg (1932–1976) och makarna adopterade en dotter Liza (född 1970) som finns nämnd i hustruns sång "Jag kan inte sova". Tredje gången var han gift 1981–1988 med Lollo Sundler (född 1949). Han var systerson till konstnären Ragnar Sandberg.
Hans stoft vilar på Valleberga kyrkogård i Skåne.